# Сутрі
Сутрі (італ. Sutri) — муніципалітет в Італії, у регіоні Лаціо,  провінція Вітербо.
Сутрі розташоване на відстані близько 50 км на північний захід від Рима, 22 км на південний схід від Вітербо.
Населення — 6770 осіб (2014).

## Історія

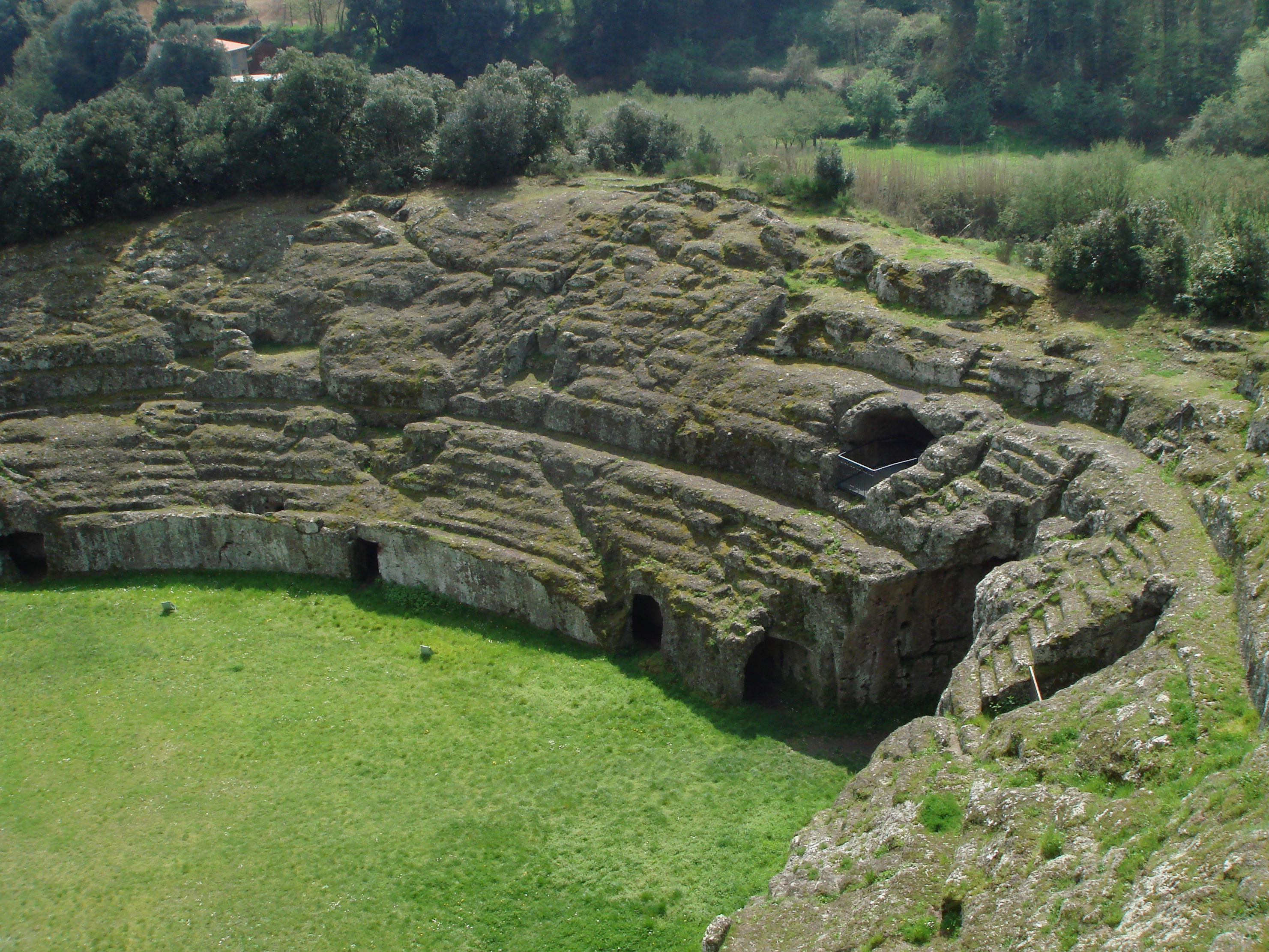
Залишки античного амфітеатру

У районі міста знайдені археологічні сліди посення людей з 10 до н.е. Власне місто було збудоване етрусками у 8-7 ст. до н.е. Про що є чисельні археологічні пам'ятки, в першу чергу амфітеатр на 9.000 глядачів, вирублений у скелі з вулканічного туфа. А також 64 поховання етрусків вирублені у туфовій скелі уздовж Кассієвого шляху, які відносяться до часу розквіту Сутрі у 6-4 ст. до н.е..

## Демографія
Населення за роками:

Станом на 1 січня 2023 року в муніципалітеті офіційно проживало 636 іноземців з 63 країн, серед них 351 громадянин країн Євросоюзу та 21 громадянин України.

## Сусідні муніципалітети
- Бассано-Романо
- Браччано
- Капраніка
- Монтерозі
- Непі
- Рончильйоне
- Тревіньяно-Романо